# Letecký útok na Plzeň 5. května 1942
Letecký útok na Plzeň 5. května 1942 neboli akce Canonbury 2 byla operace britského Královského letectva (RAF) na jaře 1942, v průběhu druhé světové války. Při nočním náletu bombardérů RAF na západočeské město Plzeň měly být především poškozeny Škodovy závody. Šlo o zopakování neúspěšného bombardování Plzně 26. dubna 1942, skončilo však také neúspěchem.

## Pozadí
Plzeňské Škodovy závody, od začátku okupace součást koncernu strojíren Reichswerke Hermann Göring, byly pro nacistické Německo velmi důležité, neboť byly jednou z největších zbrojních továren v Evropě. Právě z těchto důvodů se plzeňská Škodovka stala důležitým cílem britských a následně také amerických vzdušných útoků, neboť zničení Škodových závodů mělo výrazně omezit německé možnosti pokračovat ve válce.

### Předchozí útok
Akce Canonbury 1 byla připravena s pozemní podporou díky spolupráci s československým odbojem a československými parašutisty ze skupin Out Distance, Anthropoid a Silver A. Ti měli vyznačit areál zbrojovky rozděláním velkých ohňů a tím ulehčit pilotům orientaci nad zatemněným městem. Nálet však neuspěl, Škodovka nebyla poškozena.
Neúspěch náletu byl v následujících dnech tématem zpráv mezi vysílačkou Libuše drženou parašutisty a vládou v Londýně. Aby se vylepšil dojem z nepovedené akce, žádal Alfréd Bartoš, velitel výsadku Silver A i všech parašutistů v protektorátu, zopakování náletu. Londýn souhlasil a žádal o opětovnou pomoc parašutisty, kteří měli pomocí ohně vyznačit cíl bombardování. Parašutisté odmítli, protože se nechtěli znovu vystavovat riziku a ohrožovat tak splnění jejich hlavních úkolů, zároveň byli vysazeni další parašutisté, o které bylo potřeba se postarat a zajistit jim bezpečný úkryt.:30Útok byl tedy naplánován bez pozemní podpory na noc ze 4. na 5. května.

## Letecký útok
Opakovaný nálet proběhl dle plánu v noci na 5. května 1942. Provedením bylo pověřeno šest posádek bombardérů Short S-29 Stirling Mk. I z 218. perutě 3. skupiny britského letectva, která prováděla i dubnový nálet.:30 Pět letadel z britského území odstartovalo mezi 21.35 a 21.55, šesté letadlo pro technickou závadu vůbec neodstartovalo.:30 Každý z bombardérů nesl šestici 1000liberních pum.:30
Nad Čechami však ležela nízká oblačnost, která komplikovala navigaci na cíl.:30 Letecký poplach byl v Plzni vyhlášen v 1.28. Oblohu křižovaly světlomety pátrající po letadlech. Pozorovatel sledující situaci z věže kostela sv. Bartoloměje zaznamenal v 1.35 hluk leteckých motorů nad Škodovkou, kterou letadla během náletu několikrát přelétla.:30 Trojice letadel, N3717/HA-S pilota F/Sgt Webera, W7469/HA-M S/Ldr Oldroyda a DJ977/HA-F P/O Bullocka v husté oblačnosti bombardovala spíše naslepo.:30 Bullockova posádka se dle svého hlášení dobře zorientovala dle jezer odrážející měsíční svit severovýchodně od cíle, což by měly být Bolevecké rybníky.:30 S/Ldr Oldroydova posádka útočila jako poslední a to již německá protiletadlová obrana reagovala střelbou.:30 Letadlo bombardovalo domnělou elektrárnu, ale v té době jej našly světlomety a následně zasáhl flak.:30 Posádka poškozeného letadla odhodila bomby severozápadně od Škodovky.:30 Dvě zbylá letadla z důvodu nemožnosti přesně zaměřit cíl a s ohledem na bezpečí civilního obyvatelstva okupované země bomby nad Plzní neshodila.:30 Mezi 2.09 a 2.16 byla pozorována ohnivá záře ve směru na Rokycany. Ve 2.45 ohlásily sirény konec leteckého nebezpečí.

### Náhradní cíl
Čtvrtý Stirling N3725/HA-D pilotovaný P/O Lamasonem se vracel z Plzně s plnou pumovnicí, kterou vyprázdnil až nad městem Mannheim.

## Problémy při návratu
Při zpáteční cestě přes území Belgie bylo letadlo W7469/HA-M pilotované Oldroydem spatřeno v době rozednívání německým stíhačem.:30 Podle vzpomínek člena posádky Sgt A. H. Hotchkisse je stíhač ve víceúčelovém bojovém letounu Junkers Ju 88 začal pronásledovat.:30 Přes manévrování pilota se stíhač držel v závěsu a vzdušný souboj vzdal až po zdařilých manévrech Stirlingu u neupřesněného vesnického kostelíka.:30 Stíhač však palbou zasáhl nádrže a levý podvozek, což posádku donutilo k nouzovému přistání na letišti RAF Manston v hrabství Kent.:30
Poslední letoun, N6070/HA-D, se do Velké Británie nevrátil vůbec.:30 Stirling byl pravděpodobně zasažen protiletadlovou střelou, což vedlo k jeho zřícení přímo na Goldsteinstraße  ve Frankfurtu nad Mohanem.:30 Z osmi členů posádky zahynuli piloti F/Sgt William Humphreys Gregg a P/O Joseph Ogden Heap, letový technik Sgt Thomas Randall Sherwood, navigátor Sgt Leonard Aspinall Mayer, radisté Sgt Keith Wheeler a Sgt Thomas Whyne a střelec F/Sgt Rowland Lennock.:30 Zemřelí byli pohřbeni na válečném hřbitově u hornobavorského Dürnbachu.:30 Jediný přeživší, přední střelec Sgt R. L. MacAfee, padl do zajetí a byl držen v zajateckém táboře Stalag Luft III.:30

## Následky a škody náletu
Způsobené škody byly zanedbatelné, také nikdo nezemřel a ani nebyl zraněn. 
Letci zaměnili elektrárnu s plavírnou kaolinu:31 a svrhli pumy do zalesněného prostoru mezi kopcem Krkavec a nedalekou vsí Ledce severně od Plzně, aniž by tu způsobili významnější škody.
Dva policejní revíry ohlásily dohromady 52 vyražených okenních tabulí. Škodovka pumami zasažena nebyla, v hlášení závodních hasičů byly zaznamenány jen škody na světlících jediné budovy způsobené střepinami granátů vystřelených protivzdušnou obranou. Při náletu byla pravděpodobně poškozena bývalá plavírna kaolinu Karla Wedella u Ledců.

## Vyhodnocení náletu
Londýnské vedení žádalo parašutisty o sdělení výsledků náletů, aby mohlo výsledky zohlednit při plánování dalších akcí. Vysílačkou Libuše proto bylo od 6. do 8. května odvysíláno několik hodnotících zpráv, v nichž byly uvedeny i zásahy, jejich popis se však zčásti lišil od skutečnosti. První zpráva uváděla dopady pum mezi Krkavcem a Ledci, zmiňovala jednu nevybuchlou, zesílení obrany Plzně v 10km okruhu i vynechání noční a částečně dalších směn ve Škodovce v důsledku náletu.:31 Zpráva z 8. května uvádí dopady bomb: 4 pumy jz. od Koterova, 5 pum západně od Bolevce, jednu v Rokycanech.:31 Zmíněno je také zasažení a silné poškození muniční továrny v Zieglerově dole u Nýřan a též Holýšova, zásahy těchto cílů však nebyly ověřené.:31 Parašutisté ve zprávě také upozornili na posílení protivzdušné obrany trojicí obrněných vlaků osazených děly z Essenu i přítomnost blíže neupřesněných generálů, kteří měli po dvou selháních protivzdušné obrany kontrolovat její průběh při dalším náletu.:31 Vzhledem k posílení protivzdušné obrany Škodovky parašutisté doporučili zaútočit na jiný cíl.:31
Kromě obvykle nepřesných zpráv od posádek bombardérů a špionážních zpráv se velení poprvé mohlo orientovat i podle leteckého fotoprůzkumu. K průzkumu byly od roku 1941 nasazovány letouny de Havilland Mosquito ve zvláštních verzích a byly úspěšné pro svoji velkou rychlost, se kterou dokázaly unikat i německým stíhačkám.:33 Ale Čechy byly i tak mimo dolet běžných průzkumných variant Mosquito, což se změnilo až s variantou Mosquito PR.Mk.IV přizpůsobenou k delšímu doletu.:31, 33 Dva dny po náletu, 7. května, odstartoval ze základny Benson v jižním Oxfordshire neozbrojený průzkumný letoun Mosquito sériového čísla DK284 k výjimečnému letu: posádka ve složení F/Lt Victor Ricketts a Sgt Boris Lukhmanoff měla vyfotit Drážďany, Plzeň a Řezno.:33 Podle historika Jiřího Rajlicha se jednalo do té doby o nejhlouběji pronikající průzkumný let spojeneckého letadla nad okupovanou Evropou. Šestihodinový let dopadl dobře a letadlo se bezpečně vrátilo na základnu.:33 Po prozkoumání snímků Ústřední vyhodnocovací jednotkou (Central Interpretation Unit) bylo zřejmé, že Škodovy závody nezasáhla žádná z pum.:33

## Důvody neúspěchu
Nálety na jaře 1942 byly podniknuty v čase hledání strategie účinného nočního bombardování. Hlavním úskalím byla navigace letadel na cíl a obzvláště při letech nad střední Evropu, velmi vzdálené od základen ve Velké Británii. Pro bližší cíle se nově zkoušel navigační přístroj GEE, jeho dosah byl však pro vzdálenější cíle nedostatečný. Letci se při letu k vzdáleným cílům museli orientovat vizuálně, k čemuž potřebovali jasnou noc s měsíčním svitem. Aktuální meteorologická situace nad nepřátelským územím se však značně špatně zjišťovala a letecké útoky při zatažené obloze, jako panovala nad Plzní při obou náletech, končily převážně nezdarem. Omezené možnosti přesného dosažení cíle při nočním letu přes půl Evropy velmi dobře dokládají výsadky první vlny československých parašutistů, které se uskutečnily obvykle desítky kilometrů od plánovaných míst. Pro požadavek, aby let bombardérů k cíli i zpět probíhal pod rouškou noci, bylo možné operace nad Protektorátem plánovat jen do období dostatečně dlouhých nocí. Účinnost bombardování na území bývalého Československa byla snížena nutností zmenšit náklad pum ve prospěch přídavných palivových nádrží.